# Касед (ракета-носитель)

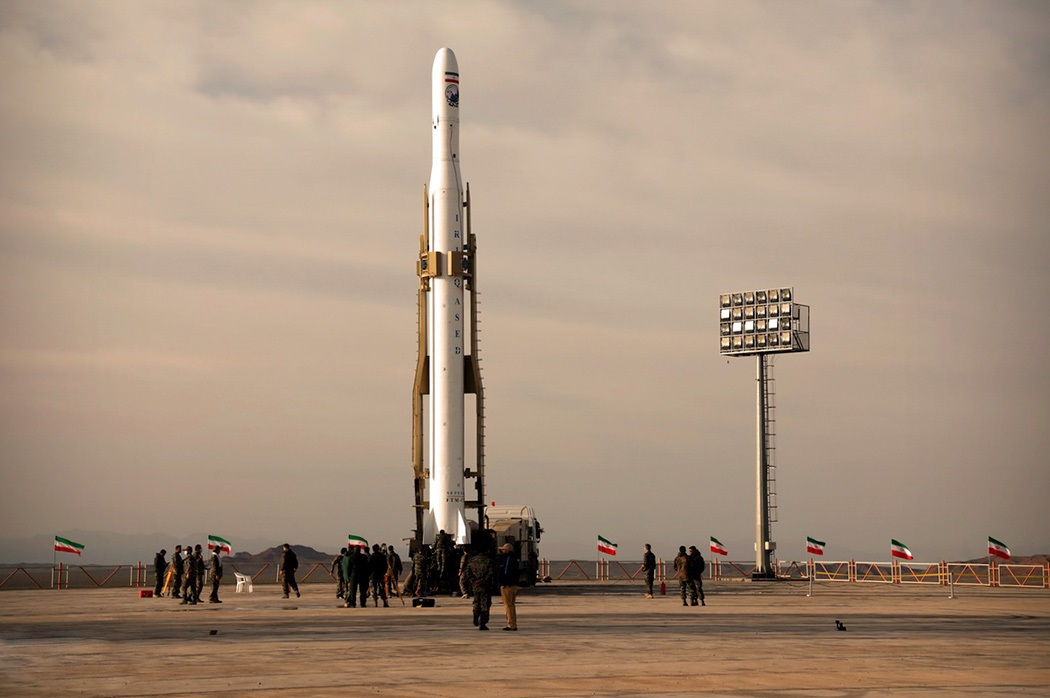
Ракета-носитель «Касед» на стартовом транспортёре

«Касед» (перс. قاصد‎, англ. Qased, также англ. Ghased, «Гасет»; буквально — «курьер, вестник») — иранская ракета-носитель лёгкого класса, предназначенная для вывода спутников массой до 50 кг на низкую околоземную орбиту. Ракета создана Военно-воздушными силами Корпуса стражей исламской революции в космическом центре Шахруд, независимо от Иранского космического агентства. 

## Конструкция
РН «Касед» является, вероятно, полностью новой конструкцией, не основанной на ранее разработанных в Иране носителях, хотя и заимствует некоторые из решений, применённых в носителях «Сафир» и «Симург» Иранского космического агентства. «Сафир» и «Симург» используют двигатели на жидком топливе, в то время как вторая и третья ступени «Каседа» — твердотопливные.
Первая ступень «Каседа» — это фактически баллистическая ракета средней дальности «Гадр‑H», которая в свою очередь является развитием ракеты «Шахаб‑3». По конструкции ступень полностью идентична ракете «Гадр‑H» без головной части, она имеет диаметр 1,25 м, её двигатель работает на высококипящей топливной паре — вероятно, используется углеводородное горючее ТМ-185 и окислитель АК-27И. Тяга двигателей первой ступени — 30 тонн (290 кН), время работы — 103 с. В носителе «Сафир» Иранского космического агентства также используется первая ступень на базе той же баллистической ракеты, но в удлинённом варианте, имеющая большее время работы.
Вторая ступень РН «Касед» — твердотопливная, создана Корпусом стражей исламской революции. Её отличительной особенностью являются применение высокотехнологичных решений, таких как двигатель Salman с поворотным соплом, с помощью которого осуществляется управление полётом, и лёгкий корпус из углеволокна. Диаметр второй ступени — 1 м, время работы — около 60 с.
Третья ступень РН «Касед» служит для выведения спутника на целевую орбиту, информация о её конструкции отсутствует; вероятно, на ней применён небольшой твердотопливный двигатель, разработанный Корпусом стражей исламской революции специально для этого носителя и схожий по характеристикам с Arash-24 на ступени аналогичного назначения для носителя «Симург», с временем работы около 40 с.

## Эксплуатация
Пуски носителя «Касед» осуществляются из космического центра Шахруд, запуск производится с транспортёра, вывозящего ракету из монтажного корпуса на старт и одновременно выполняющего функции подъёмного и пускового устройства. Транспортёр, используемый для вывоза и запуска «Каседа», выглядит аналогично применяемому для баллистической ракеты среднего радиуса действия «Emad» и гражданского носителя «Сафир».
- Первый пуск «Каседа» состоялся 22 апреля 2020 года. На орбиту был выведен спутник «Нур‑1», первый иранский спутник военного назначения, принадлежащий Корпусу стражей исламской революции и предназначенный для обзорной съёмки Земли[12].
- Второй пуск — 8 марта 2022 года, со спутником «Нур‑2»[9].
- Третий пуск — 27 сентября 2023 года со спутником «Нур‑3»[13].

## Модификации и развитие
Командующий Военно-воздушными силами Корпуса стражей исламской революции Амир-Али Хаджизаде после второго запуска «Каседа» заявил, что использование ракеты «Гадр» с жидкостным реактивным двигателем в качестве первой ступени является временным решением с целью упрощения и удешевления испытаний твердотопливного двигателя Salman, и что в дальнейшем будет использоваться твердотопливная первая ступень. 5 ноября 2022 года был осуществлён испытательный запуск по суборбитальной траектории ракеты-носителя «Каем-100» с твердотопливной первой ступенью. На второй и третьей ступенях «Каем-100» предполагается использование тех же двигателей, что и на «Каседе». По некоторым данным, в марте 2023 года была осуществлена попытка запуска «Каем-100» для вывода на орбиту спутника «Нахид», закончившаяся неудачей.
Использование для носителя «Касед» мобильной стартовой установки и разработка полностью твердотопливного носителя вызывают опасения, что эта программа является одновременно прикрытием, позволяющим Ирану в обход существующих ограничений разрабатывать новые баллистические ракеты, в том числе межконтинентальной дальности. При этом в текущей конфигурации ни «Касед», ни «Каем-100», способные вывести на орбиту нагрузку около 50 кг, не могут быть приспособлены для доставки боеголовок на расстояние заметно более 2000 км и не являются принципиальным шагом на пути создания межконтинентальных ракет, для которых требуются двигатели гораздо большего размера и мощности. В то же время новые технологии, такие как использование поворотного сопла на твердотопливном двигателе Salman, являются существенным прорывом, который может позволить Ирану продвинуться и в создании двигателей большей размерности.

## Комментарии
1. ↑  Высококипящими называется компоненты ракетного топлива, которые могут использоваться при температуре выше 298 К (≈25 °C)[6].
2. ↑  Топливная пара ТМ-185 и АК-27И использовалась на ранних моделях советских баллистических ракет, в частности на Р-17, чья двигательная установка является в конечном итоге прототипом двигателей ракет «Шахаб‑3» и «Гадр»[7].